# Landtagswahl in Vorarlberg 2024
- SPÖ: 3
- GRÜNE: 4
- NEOS: 3
- ÖVP: 15
- FPÖ: 11

- Regierung: 26
- Opposition: 10

Die Landtagswahl in Vorarlberg am 13. Oktober 2024 war die 17. Wahl des Vorarlberger Landtags seit 1945. Zum Ablauf der fünfjährigen Amtsperiode des 31. Vorarlberger Landtags wurden sämtliche 36 Abgeordneten neu gewählt. Sie haben in ihrer konstituierenden Sitzung die neue Landesregierung gewählt.

## Ausgangslage
Bei der Landtagswahl 2019 wurde die ÖVP mit 43,5 % der Stimmen erneut stärkste Partei, verfehlte die absolute Mandatsmehrheit allerdings. Die Grünen erreichten mit 18,9 % ihr bis dahin bestes Wahlergebnis bei einer Vorarlberger Landtagswahl und wurden erstmals zweitstärkste Partei. Die FPÖ erlitt als einzige Partei Verluste und wurde mit 13,9 % drittstärkste Partei. Die SPÖ konnte sich minimal von ihrem bisher schlechtesten Wahlergebnis erholen und erreichte 9,5 %, die NEOS erhielten 8,5 %. Die Kleinparteien „Heimat aller Kulturen“ (HAK) und Liste Xi konnten nennenswerte Ergebnisse über 1 % erreichen, spielten aber bei der Sitzverteilung aufgrund des Verpassens der Sperrklausel letztlich keine Rolle.
Die ÖVP entschied sich, die bisherige Koalition mit den Grünen fortzusetzen, die Verhandlungen dauerten weniger als zwei Wochen. In der konstituierenden Sitzung des Landtags am 6. November 2019 wurde die Landesregierung unter Landeshauptmann Markus Wallner (ÖVP) angelobt (Landesregierung Wallner III).

## Wahlrecht
Wahlberechtigt sind Österreicher mit Hauptwohnsitz in Vorarlberg, die am Wahltag mindestens 16 Jahre alt sind. Jeder Wähler hat eine Stimme zur Wahl einer Partei. Er kann außerdem bis zu fünf Vorzugsstimmen auf Bewerber des Bezirkswahlvorschlags der gewählten Partei vergeben, höchstens aber zwei für denselben Bewerber.
Das Land ist in vier Wahlbezirke aufgeteilt, die den Vorarlberger Verwaltungsbezirken entsprechen. Die 36 Sitze im Landtag werden auf die Wahlbezirke verteilt im Verhältnis der dort wohnenden österreichischen Staatsbürger.
Parteien können für jeden Bezirk einen Bezirkswahlvorschlag und einen Landeswahlvorschlag einreichen.
In jedem Wahlbezirk wird die Wahlzahl berechnet, indem die Gesamtzahl der gültigen Stimmen durch die um eins erhöhte Zahl der Sitze des Wahlbezirks geteilt wird (erstes Ermittlungsverfahren). Für jede volle Wahlzahl erhalten die Parteien jeweils einen Sitz. Sitze, die in den Wahlbezirken nicht vergeben wurden (Restmandate), werden im zweiten Ermittlungsverfahren auf Landesebene verteilt. Dabei nehmen nur Parteien mit gültigem Landeswahlvorschlag teil, die mindestens einen Sitz in einem Wahlbezirk oder 5 % der gültigen Stimmen im Land erzielt haben. Für jede Partei werden die Stimmen aus den einzelnen Wahlkreisen addiert, die nicht zur Zuteilung eines zusätzlichen Sitzes im Wahlkreis ausgereicht haben (Reststimmen). Die Restmandate werden auf Basis der Reststimmen proportional nach dem D’Hondt-Verfahren verteilt.

## Parteien und Spitzenkandidaten

### Bereits im Landtag vertretene Parteien
Von der Vorarlberger Volkspartei wurde wie schon bei den vorangegangenen Landtagswahlen Landeshauptmann Markus Wallner als landesweiter Spitzenkandidat nominiert. Für den Koalitionspartner der Volkspartei in der Landesregierung, Die Grünen Vorarlberg, trat Landesrat Daniel Zadra als Spitzenkandidat zur Wahl an. Die FPÖ Vorarlberg nominierte erneut ihren Landesparteiobmann, Christof Bitschi, als Spitzenkandidat. Für die SPÖ Vorarlberg trat erstmals Mario Leiter, der neue Landesparteivorsitzende der SPÖ Vorarlberg, als Spitzenkandidat an. Als Listenerste der seit 2014 fünften Fraktion im Vorarlberger Landtag, NEOS, kandidierte erstmals die bisherige Abgeordnete zum Europäischen Parlament, Claudia Gamon.

### Nicht im Landtag vertretene Parteien
Mehrere bislang nicht im Landtag vertretene Parteien und Gruppierungen kündigten im Vorfeld der Landtagswahl an, bei dieser Wahl landesweit kandidieren zu wollen. Für das Antreten bei einer Vorarlberger Landtagswahl mussten gemäß § 27 Abs 5 Landtagswahlgesetz zumindest 100 Unterstützungserklärungen in einem Wahlbezirk eingereicht werden. Parteien, die also landesweit kandidieren wollen, mussten in jedem der vier Landtagswahlkreise jeweils 100 Unterstützungserklärungen sammeln und bei der Landeswahlbehörde einreichen. Eine solche Unterstützungserklärung konnte jede im jeweiligen Wahlbezirk wahlberechtigte Person abgeben.
Mit Schluss der Einreichungsfrist am 23. August 2024 stand fest, dass insgesamt neun Listen Wahlvorschläge für die Landtagswahl eingebracht hatten. Neben den bereits im Landtag vertretenen Parteien reichten die Liste WIR – Plattform für Familien und Kinderschutz (WIR), die Liste Xi – HaK – GILT (X), die Kommunistische Partei Österreichs (KPÖ) und die Liste Das andere Vorarlberg (ANDRS) Wahlvorschläge ein. Alle Parteien und Listen reichten Wahlvorschläge für alle Wahlbezirke ein und kandidierten damit landesweit.

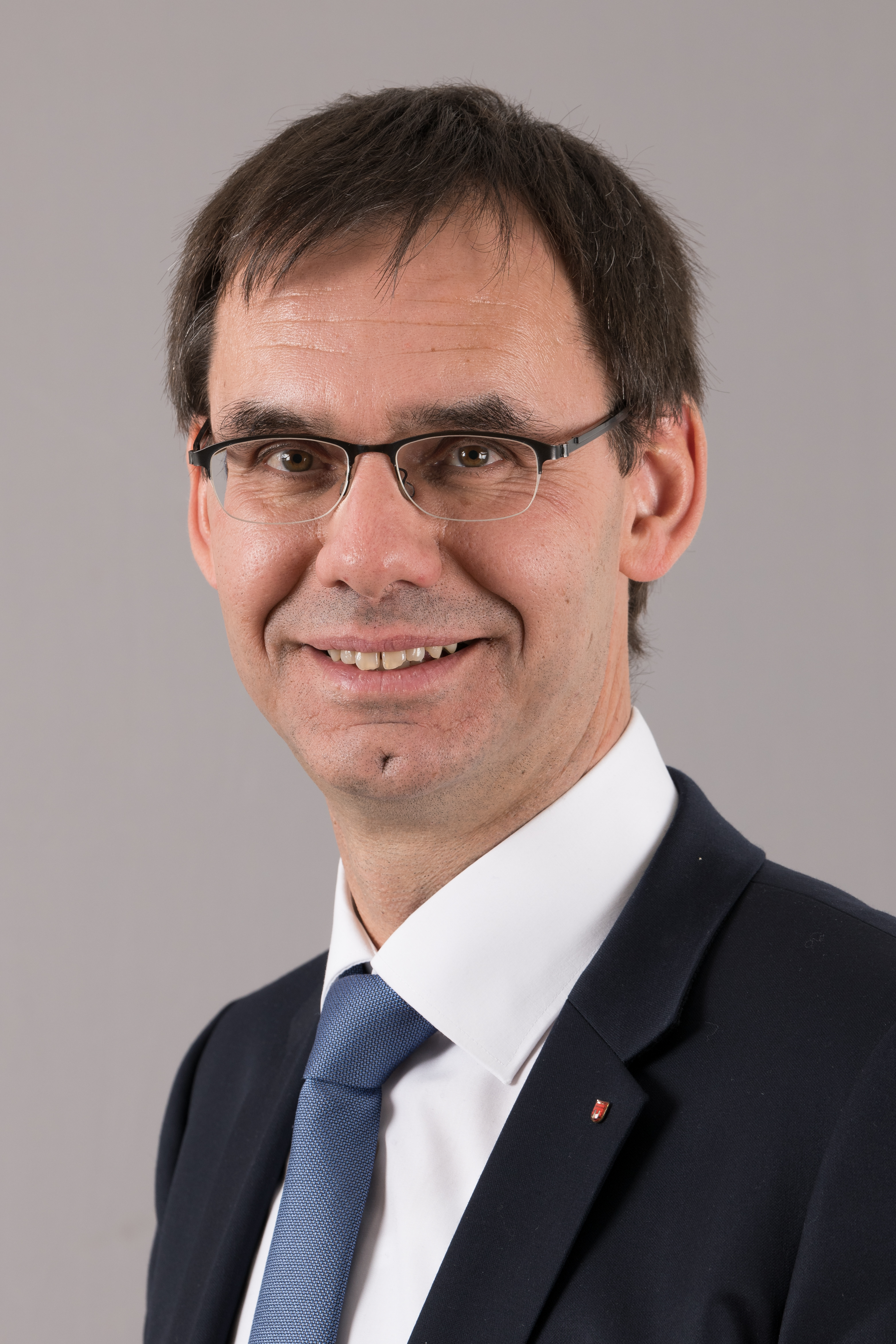
Markus Wallner ÖVP
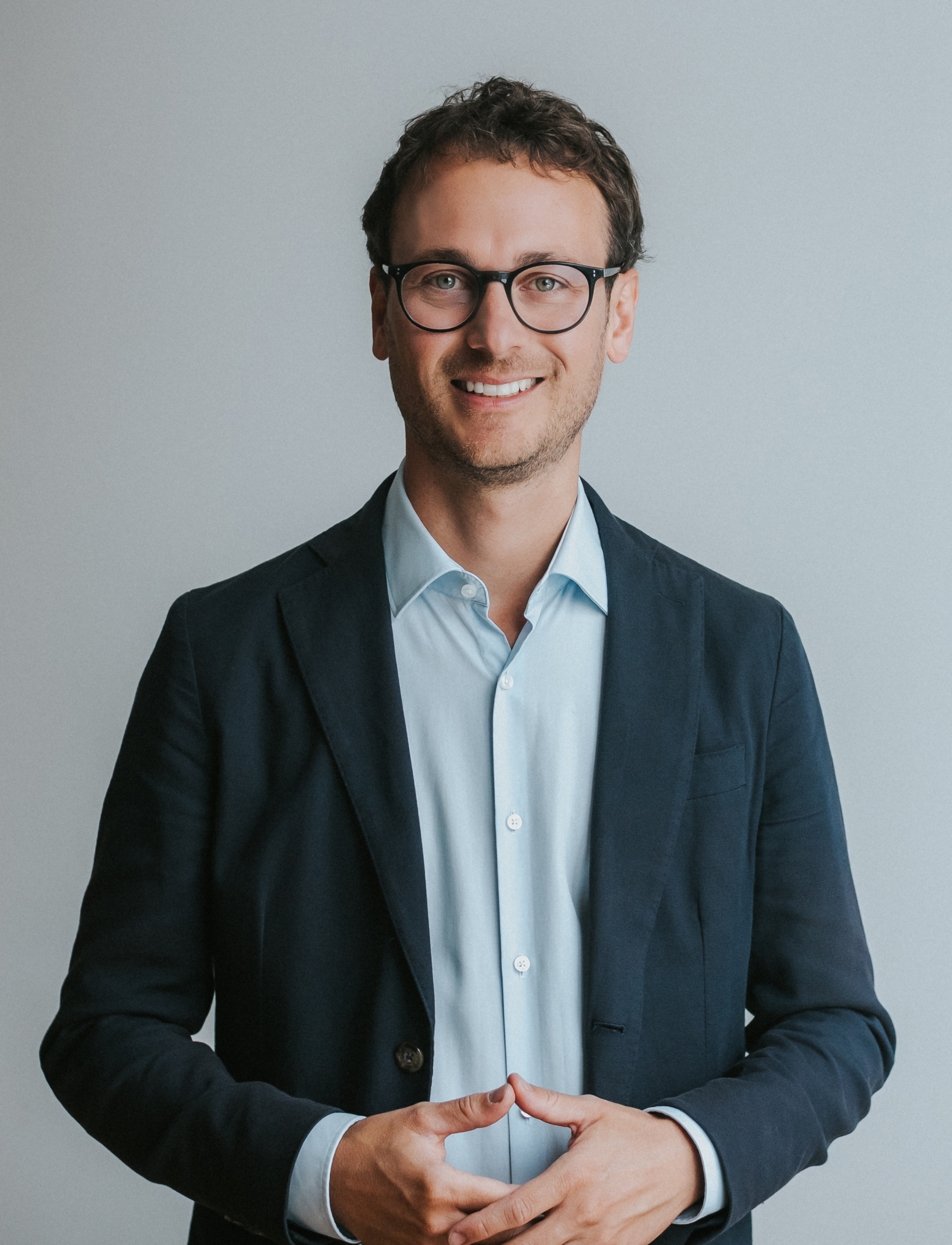
Daniel Zadra GRÜNE
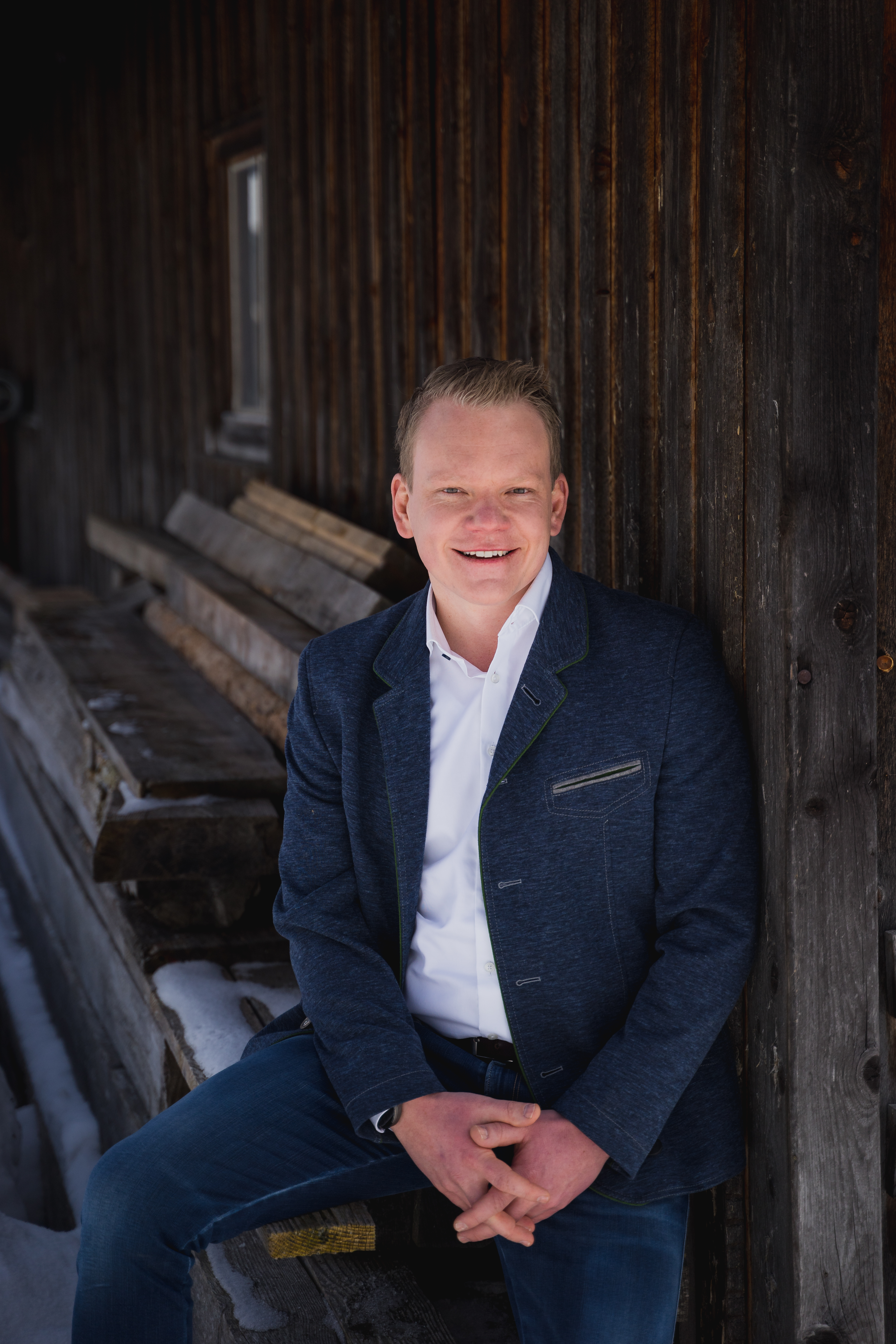
Christof Bitschi FPÖ
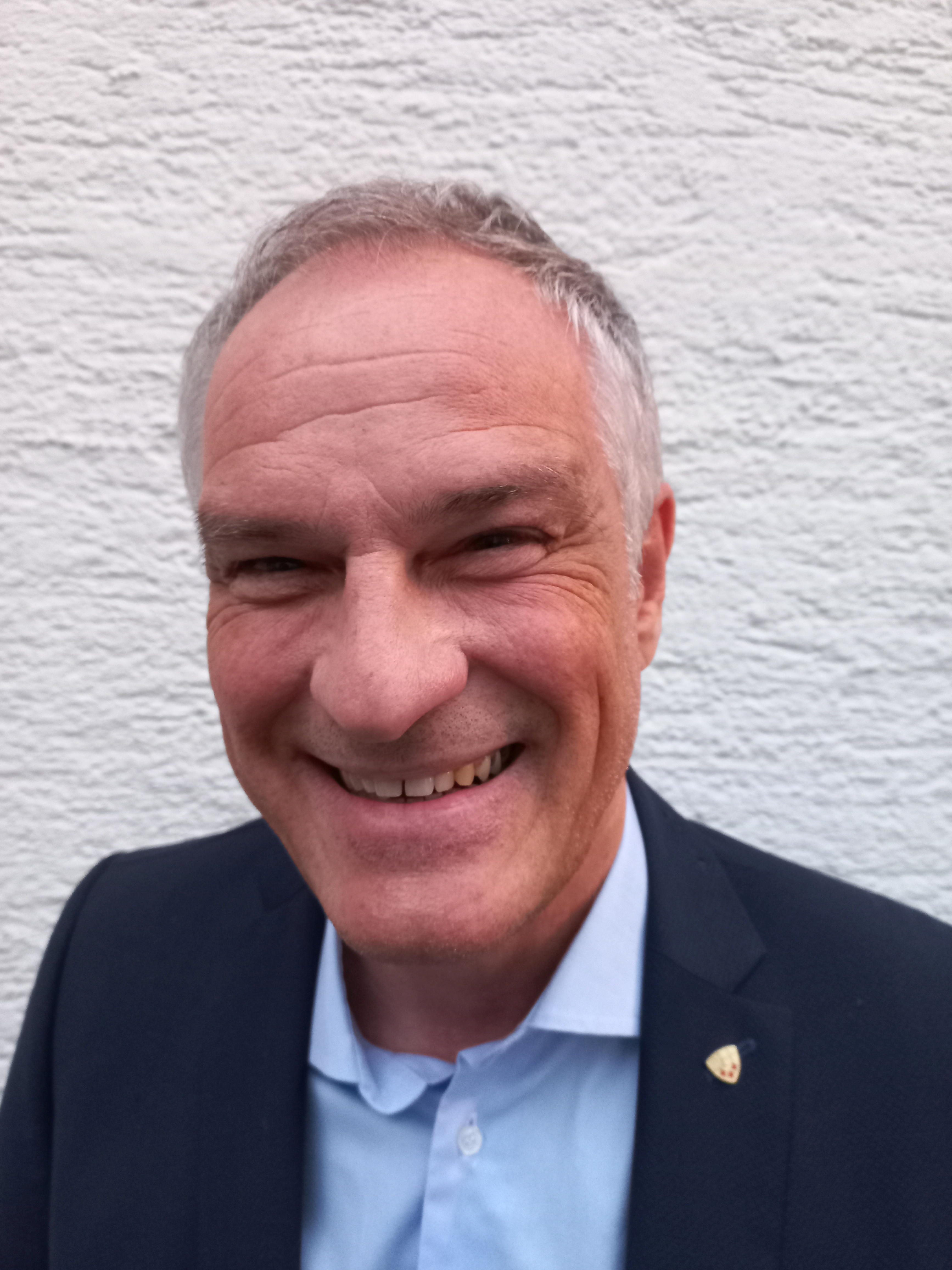
Mario Leiter SPÖ
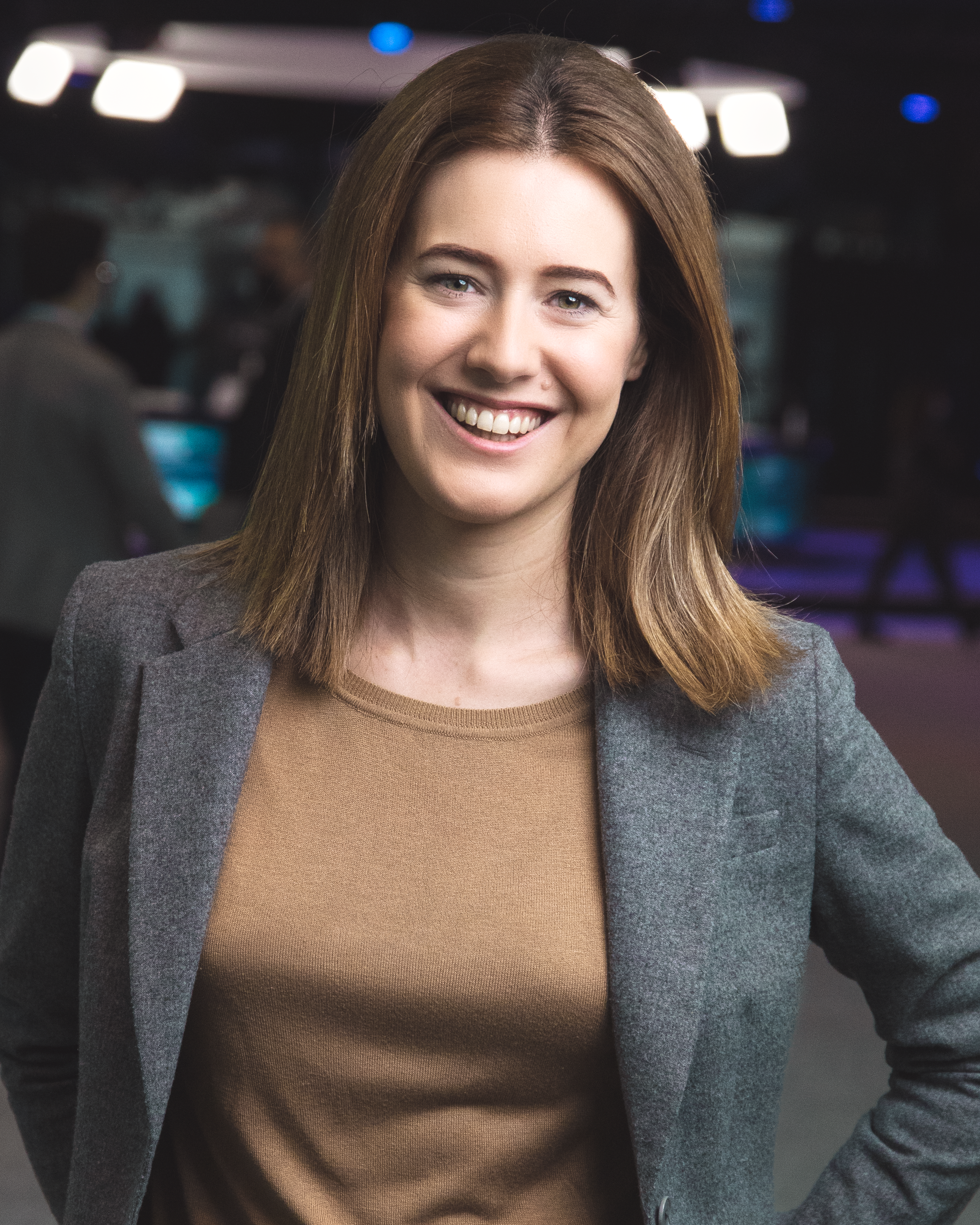
Claudia Gamon NEOS
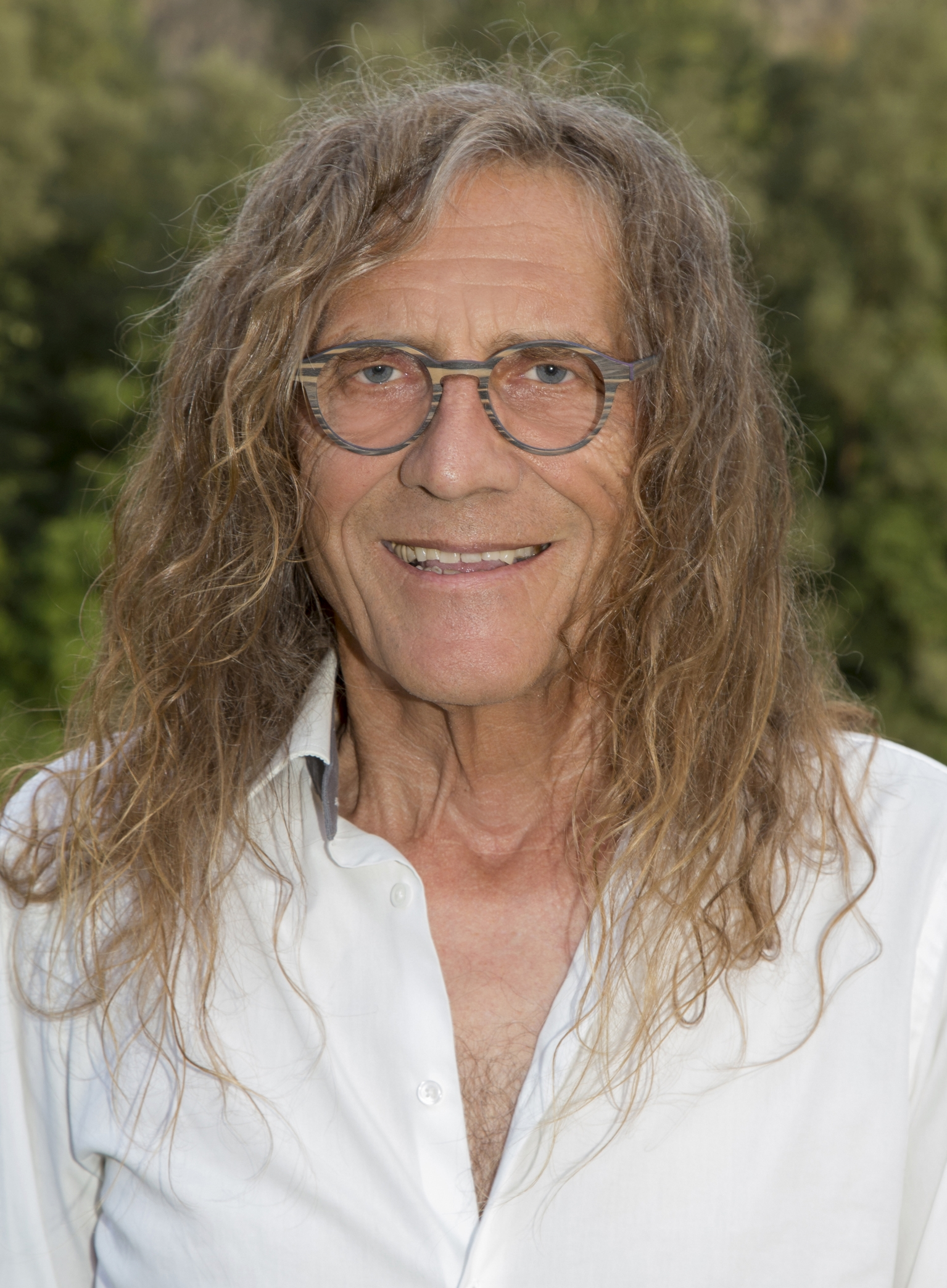
Bernhard Amann ANDRS
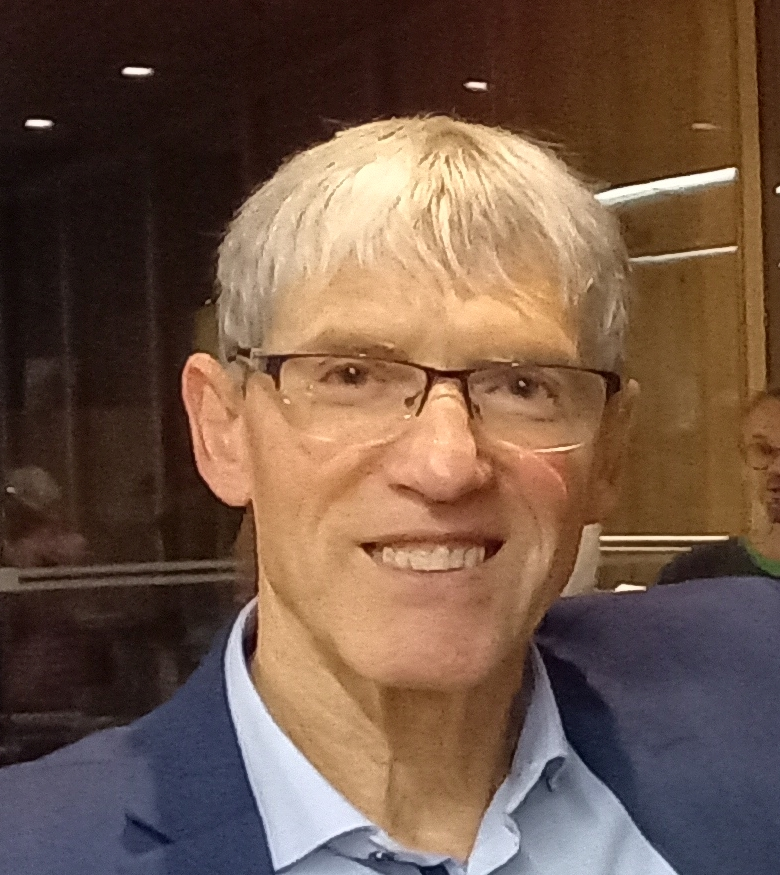
Christoph Alton WIR

## Wahlergebnis

Die FPÖ gewann in fünf Gemeinden die relative Stimmenmehrheit: Fußach, Lustenau, Hohenems, Mäder und Bürserberg. In allen anderen Gemeinden lag die ÖVP an erster Stelle:

|                    | Ergebnisse 2024 | Ergebnisse 2024 | Ergebnisse 2024 | Ergebnisse 2019  | Ergebnisse 2019  | Ergebnisse 2019  | Differenzen | Differenzen | Differenzen |
| ------------------ | --------------- | --------------- | --------------- | ---------------- | ---------------- | ---------------- | ----------- | ----------- | ----------- |
| Wahlberechtigte    | 271.882         | 271.882         | 271.882         | 270.521          | 270.521          | 270.521          | + 1.361     | + 1.361     | + 1.361     |
| Wahlbeteiligung    | 68,11 %         | 68,11 %         | 68,11 %         | 61,41 %          | 61,41 %          | 61,41 %          | + 6,70 %    | + 6,70 %    | + 6,70 %    |
|                    | Stimmen         | %               | Mand.           | Stimmen          | %                | Mand.            | Stimmen     | %           | Mand.       |
| Abgegebene Stimmen | 185.182         |                 |                 | 166.130          |                  |                  | + 19.052    |             |             |
| Ungültig           | 762             | 0,41 %          |                 | 919              | 0,55 %           |                  | − 157       | − 0,14 %    |             |
| Gültig             | 184.420         | 99,59 %         |                 | 165.211          | 99,45 %          |                  | + 19.209    | + 0,26 %    |             |
| Partei             |                 |                 |                 |                  |                  |                  |             |             |             |
| VP                 | 70.638          | 38,30 %         | 15              | 71.911           | 43,53 %          | 17               | − 1.273     | − 5,23 %    | − 2         |
| GRÜNE              | 22.926          | 12,43 %         | 4               | 31.201           | 18,89 %          | 7                | − 8.275     | − 6,46 %    | − 3         |
| FPÖ                | 51.639          | 28,00 %         | 11              | 23.011           | 13,93 %          | 5                | + 28.628    | + 14,07 %   | + 6         |
| SPÖ                | 16.713          | 9,06 %          | 3               | 15.635           | 9,46 %           | 4                | + 1.078     | − 0,40 %    | − 1         |
| NEOS               | 16.477          | 8,93 %          | 3               | 14.064           | 8,51 %           | 3                | + 2.413     | + 0,42 %    | ± 0         |
| WIR                | 1.459           | 0,79 %          | 0               | 1.144            | 0,69 %           | 0                | +315        | + 0,10 %    | ± 0         |
| X                  | 2.249           | 1,22 %          | 0               | 4.440            | 2,69 %           | 0                | − 2.191     | − 1,47 %    | ± 0         |
| KPÖ                | 1.385           | 0,75 %          | 0               | nicht kandidiert | nicht kandidiert | nicht kandidiert |             |             |             |
| ANDRS              | 934             | 0,51 %          | 0               | nicht kandidiert | nicht kandidiert | nicht kandidiert |             |             |             |
| Gesamt             |                 | 100,00 %        | 36              |                  |                  |                  |             |             |             |

1. ↑  Parteienbezeichnungen als Abkürzungen laut offiziellem Wahlvorschlag.
2. ↑  Bei der Landtagswahl 2019 traten die Parteien des Wahlbündnisses Xi – HaK – GILT noch jeweils eigenständig an. Die Vergleichswerte in dieser Tabelle beziehen sich daher auf die summierten Ergebnisse aller drei Parteien bei der Wahl 2019.

Die Prozentangaben der „Ergebnis“-Spalten beziehen sich in den 3 Tabellenabschnitten jeweils auf verschiedene Gesamtheiten: Der aller Wahlberechtigten / der abgegebenen Stimmen / der gültigen Stimmen. Die Prozentangaben unter „Differenzen“ hingegen sind die arithmetische Differenz der zwei Prozentangaben der Ergebnisse in derselben Zeile.

## Sonntagsfrage
Im Folgenden sind sämtliche bekannte Umfragewerte sowie die zugehörigen Befragungsdaten aufgeführt:
| Veröffentlichung | Institut/Auftraggeber       | Befragte | Zeitraum          | Methodik 1 | ÖVP    | GRÜNE  | FPÖ    | SPÖ   | NEOS  | MFG  | Sonst. |
| --- | --------------------------- | -------- | ----------------- | ---------- | ------ | ------ | ------ | ----- | ----- | ---- | ------ |
| 13.10.2024 | Landtagswahl                | —        | —                 | —          | 38,4 % | 12,3 % | 28,2 % | 9,1 % | 8,8 % | —    | 3,3 %  |
| 06.09.2024 | Spectra/VN                  | 501      | 14.08–29.08.2024  | T+O        | 31 %   | 18 %   | 28 %   | 12 %  | 10 %  | —    | 2 %    |
| 12.04.2024 | Peter Hajek/NEOS Vorarlberg | n. a.    | Dezember 2023     | T+O        | 30 %   | 14 %   | 29 %   | 12 %  | 10 %  | —    | 3 %    |
| 05.01.2024 | Berndt/FPÖ Vorarlberg       | 702      | November 2023     | P+T+O      | 33 %   | 13 %   | 27 %   | 13 %  | 10 %  | —    | 4 %    |
| 25.11.2022 | Berndt/FPÖ Vorarlberg       | 503      | 17.10.–03.11.2022 | P+T+O      | 29 %   | 14 %   | 20 %   | 13 %  | 12 %  | 3 %  | 9 %    |
| 21.05.2022 | Gallup/VN                   | 500      | n. a.             | n. a.      | 32 %   | 15 %   | 17 %   | 12 %  | 11 %  | 7 %  | 6 %    |
| 16.04.2022 | Gallup/VN                   | 500      | 23.03.–10.04.2022 | n. a.      | 36 %   | 14 %   | 16 %   | 12 %  | 11 %  | 6 %  | 5 %    |
| 23.10.2021 | Berndt/VN                   | 503      | 12.–15.10.2021    | P+T+O      | 36 %   | 15 %   | 16 %   | 9 %   | 10 %  | 6 %  | 8 %    |
| 13.10.2019 | Landtagswahl                | —        | —                 | —          | 43,5 % | 18,9 % | 13,9 % | 9,5 % | 8,5 % | n.k. | 5,7 %  |
| 1 laut den VdMI-Qualitätsrichtlinien sind reine Online-Befragungen für Sonntagsfragen nicht geeignet. T = Telefonisch, O = Online, P = Persönlich |                             |          |                   |            |        |        |        |       |       |      |        |

Das von Landeshauptmann Wallner einseitig am 30. September 2024 ausgerufene „Landeshauptmann-Duell“ zwischen ihm und Christof Bitschi war schlussendlich wahlentscheidend, wie die Oppositionsparteien festhielten und die Wählerstromanalysen zeigten. Viele potentielle Wähler der Oppositionsparteien hätten sich ganz zuletzt noch entschieden, die ÖVP zu wählen, um einen Landeshauptmann Bitschi zu verhindern. Deswegen seien die Wahlprognosen teilweise so „daneben“ gelegen.
Laut Wahltagsbefragung hätten sich in Vorarlberg von den Wählern der ÖVP
- 35 Prozent eine Regierungsbeteiligung der Neos gewünscht.
- 31 Prozent eine Regierungsbeteiligung der Grünen,
- 30 Prozent  der SPÖ und
- nur 26 Prozent die FPÖ in einer Koalition mit der ÖVP.[28]

## Auswirkungen
Vor der Wahl hatte Christoph Bitschi (FPÖ) noch den Rücktritt von Markus Wallner (ÖVP) gefordert und öffentlich gemeint, dass er jedem Handwerker mehr traue als dem Landeshauptmann. Trotzdem wurde am 17. Oktober die Aufnahme von Koalitionsverhandlungen zwischen ÖVP und FPÖ am 21. Oktober angekündigt, die auch pünktlich begannen und laut Landeshauptmann Wallner in „guter Stimmung“ durchgeführt wurden. Am 5. November 2024 wurden die Koalitionsverhandlungen abgeschlossen. Die neue ÖVP-FPÖ-Landesregierung wurde am 6. November 2024 angelobt. Die Lehrervertreter der Pflichtschulen in Vorarlberg hatten zuvor vor einem für die Bildung negativen Rechtsruck gewarnt. Einige Verantwortliche der seit Jahrzehnten von ÖVP und FPÖ dominierten Vorarlberger Wirtschaftskammer hatten Forderungen an die FPÖ-ÖVP-Regierung erhoben. Unter anderem solle die Landesgrünzone in eine Landesentwicklungszone geändert werden und für Siedlungsräume und Betriebsflächen zur Verfügung stehen. Außerdem wurde eine Entbürokratisierung gefordert.